# Karl Bernatz
Karl Bernatz (* 21. Mai 1831 in Straubing; † 16. Januar 1898 in München) war ein deutscher Architekt und bayerischer Baubeamter.
Der Sohn des Hydrotechnikers Matthäus Bernatz studierte an der Münchner Kunstakademie bei Georg Friedrich Ziebland.
Er trat als Salinenbeamter der Saline Reichenhall in den Staatsdienst ein.
Nach Studienreisen 1864/1865 nach Italien, Frankreich und 1867 nach dem Rheinland kam er als Bauamtmann nach Augsburg, wo er die Ausführung des dortigen Justizpalastes leitete und 1871–1873 die neue dreischiffige Säulenbasilika im benachbarten Friedberg erbaute.
Er war längere Zeit Regierungs- und Kreisbaurat in Ansbach. 1883 wurde er nach München und 1887 als Oberbaurat ins Staatsministerium des Innern berufen.